# Unjo
Unjo (運助)

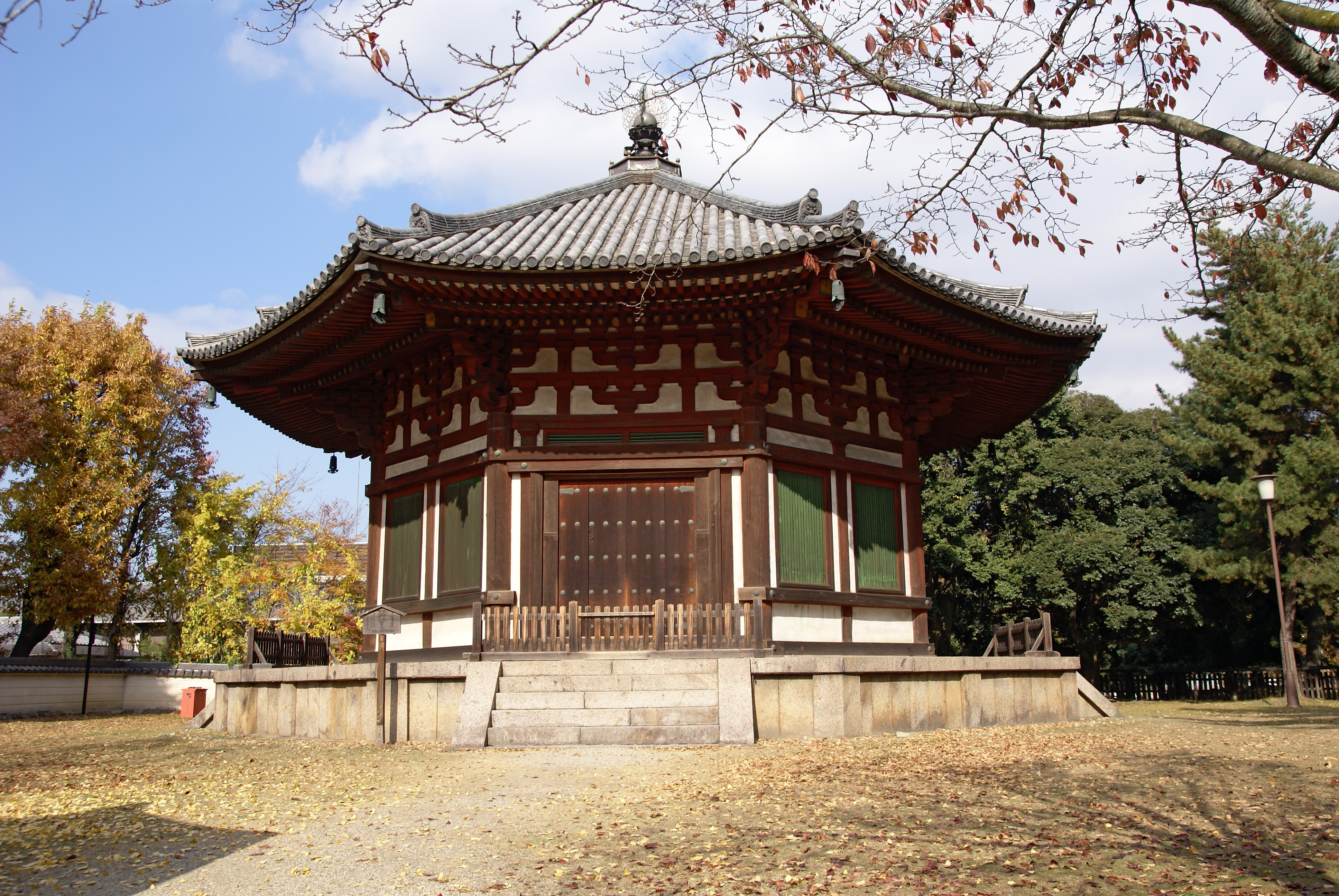

est un artiste, sculpteur japonais des XIIe et XIIIe siècles. Ses dates de naissance et de décès ainsi que ses origines ne sont pas connues, mais on sait que sa période d'activité se situe de la fin du XIIe au début du XIIIe siècle à Nara.

## Biographie
Unjo est le sixième fils du sculpteur Unkei (mort en 1223).
Il est lui-même sculpteur bouddhiste et reçoit le titre de hōkkyō (pont de la loi, titre ecclésiastique conféré à des artistes laïques).
Pendant l'Ère Kenkyū, il participe à la confection des statues, désormais disparues, des Niō de la grande porte sud et des Niten (gardiens de porte) de la porte médiane du temple Kyōōgokoku et, en 1208, à celle d'un ensemble de sculptures bouddhiques pour le pavillon octogonal septentrional du Kōfuku-ji de Nara.